# Чучи (Хабаровский край)
Чучи — упразднённое село в Комсомольском районе Хабаровского края. Входило в состав Нижнехалбинского сельского поселения. Располагалось на правом берегу реки Амур.
Законом Хабаровского края от 24 июня 2015 года № 79, в связи с отсутствием проживающих в нём граждан, село Чучи было упразднено.

## Население
| 2002 | 2010 | 2011 | 2012 |
| ---- | ---- | ---- | ---- |
| 6    | ↘2   | →2   | →2   |